# Синагога Хельсинки
Синагога Хельсинки (фин. Helsingin synagoga швед. Helsingfors synagoga) — культовое здание иудеев в городе Хельсинки, одна из двух (наряду с туркуской) синагог в Финляндии.

## История
Здание синагоги в Хельсинки было построено в 1906 году по проекту архитектора из Выборга Юхана Якоба Аренберга.
Кирпичное здание с барабаном на четырёх столбах и куполом в настоящее время внесено в список культурно-исторического наследия Финляндии.
После нападения террористов в Париже на редакцию газеты Charlie Hebdo и супермаркет кошерных продуктов в январе 2015 года меры безопасности у Хельсинкской синагоги были усилены. В феврале правительство Финляндии дополнительно выделило еврейской общине Хельсинки на цели безопасности 100 тысяч евро. Как сказал глава еврейской общины Хельсинки Ярон Надборник, евреи не должны поддаваться страху, хотя к угрозам со стороны экстремистов надо готовиться.